# 미국의 대통령 당선인
미국의 대통령 당선인(President-elect of the United States)은 미국 대통령 선거에서 승리한 것으로 추정되며 대통령이 되기 위해 취임식을 기다리고 있는 후보이다. 미국의 헌법에는 그 사람이 실제로 언제 차기 대통령이 되는지에 대한 명시적인 표시가 없지만, 미국 수정 헌법 제20조에서는 "당선 대통령"이라는 용어를 사용하여 헌법상의 근거를 부여한다. 미국 수정 헌법 제12조의 규정에 따라 새 의회가 선서된 후 1월 3일 이후에 실시된 미국 선거인단의 투표에 대한 의회 인증을 통해 성공적인 후보자가 공식적으로 미국 헌법상 '대통령 당선인'으로 공식 확인되는 것으로 가정된다. 비공식 용어로 당선인은 적어도 19세기 후반부터 언론에서 사용됐고, 적어도 1790년대부터 정치인들이 사용했다. 정치인과 언론은 선거일 밤에도 예상 승자에게 이 용어를 적용했으며, 패배한 사람 중 그렇게 언급된 사람은 거의 없다.
선거일이 11월 초에 치러지는 반면, 선거인단 구성원들의 공식 투표는 12월 중순에 이루어지며, 일반적으로 대통령 취임식(임직 선서가 이루어짐)은 1월 20일에 열린다. 대통령 선거에서 승리한 사람과 직접적으로 관련된 조항은 취임 선서를 할 수 있다는 것이다. 1963년 대통령 인수법은 총무처가 선거 승자가 누구인지 결정할 수 있는 권한을 부여하고, 대통령 당선인의 인수 팀과 협력하여 연방 정부의 인수 계획을 시의적절하고 조직적으로 진행하도록 규정한다. 또한 "명백한 성공 후보자"를 위한 사무실 공간 제공도 포함된다. 관례상 당선인은 선거부터 취임까지의 기간 동안 대통령직 수행을 적극적으로 준비하고, 퇴임하는(또는 레임덕) 대통령과 협력해 원활한 대통령 직무인계를 보장한다. 2008년부터 대통령 당선인은 공식적인 설명이 없음에도 불구하고 인수 조직을 지칭하기 위해 대통령 당선인실이라는 이름을 사용했다.
두 번째 임기로 재선된 현직 대통령은 이미 재임 중이고 대통령이 되기를 기다리고 있지 않기 때문에 일반적으로 대통령 당선인으로 지칭되지 않는다. 대통령으로 선출된 현직 부통령을 대통령 당선인이라고 한다.